# Haliplus kamiyai
Haliplus kamiyai (лат.) — вид жесткокрылых насекомых из семейства плавунчики. Распространён в Японии: Хонсю (Tohoku и Kanto). Длина тела имаго около 3 мм. От близких видов отличается следующими признаками: контур надкрылий овальный; передний край простернального отростка равен базальному; вершина пениса при боковом виде без шипиков. Пронотум с plicae (пара коротких борозд на базально-средней части). Этот вид обитает в тихой воде с обилием водных растений, например, в прудах, запрудах и ручьях. Личинки питаются водорослями семейства Zygnemataceae.